# Con nhện xanh
Con nhện xanh là một bộ phim truyền hình được thực hiện bởi Trung tâm Phim truyền hình Việt Nam, Đài Truyền hình Việt Nam do Đỗ Đức Thành làm đạo diễn. Phim phát sóng lần đầu trong Văn nghệ Chủ nhật vào năm 2001 trên kênh VTV3.

## Nội dung
Con nhện xanh là câu chuyện về công ty may mặc Hoàng Kim của anh em Chu Dĩnh (NSND Trọng Khôi) – Chu Ngọc (NSND Tiến Đạt) đang đứng bên bờ vực phá sản vì không còn khả năng bồi hoàn các khoản tín dụng đã vay trong vòng 10 năm. Vì là chỗ quan hệ thân tình với ông Chu Ngọc, kí giả Đỗ Hùng (NSND Mạnh Cường) đã dốc công điều tra những khuất tất trong chuyện làm ăn của công ty nhằm vực dậy doanh nghiệp và đầu tàu kinh tế của thành phố...

## Diễn viên
- NSND Trọng Khôi trong vai Chu Dĩnh[2][4]
- NSND Tiến Đạt trong vai Chu Ngọc
- NSND Mạnh Cường trong vai Đỗ Hùng[5]
- Khánh Huyền trong vai Bích Diệp
- NSƯT An Chinh trong vai Kim Chi[6][7]
- NSƯT Chiều Xuân trong vai Mai Thùy[8]
- NSƯT Minh Châu trong vai Kim Phụng
- Đức Sơn trong vai Nguyễn Chuẩn
- Nguyễn Hải trong vai Lý Hân
- Nguyễn Thảo trong vai Nguyễn Quyền
- Quỳnh Nga trong vai Quỳnh Hương
- NSND Tuyết Mai trong vai Mẹ Chi
- Quốc Tuấn trong vai Nguyễn Kỳ
- Nguyễn Tuấn trong vai Thiêm
- Văn Thuận trong vai Paul Phách
- Mai Ngọc Căn trong vai Tổng biên tập
- NSƯT Tuấn Phong trong vai Gã người Tàu
- Thu Hương trong vai Vợ Chu Ngọc
- Mậu Hòa trong vai Luật sư
- Nam Cường trong vai Thìn
- Trần Toàn trong vai Trung

Cùng một số diễn viên khác...